# Małgorzata Pieczyńska

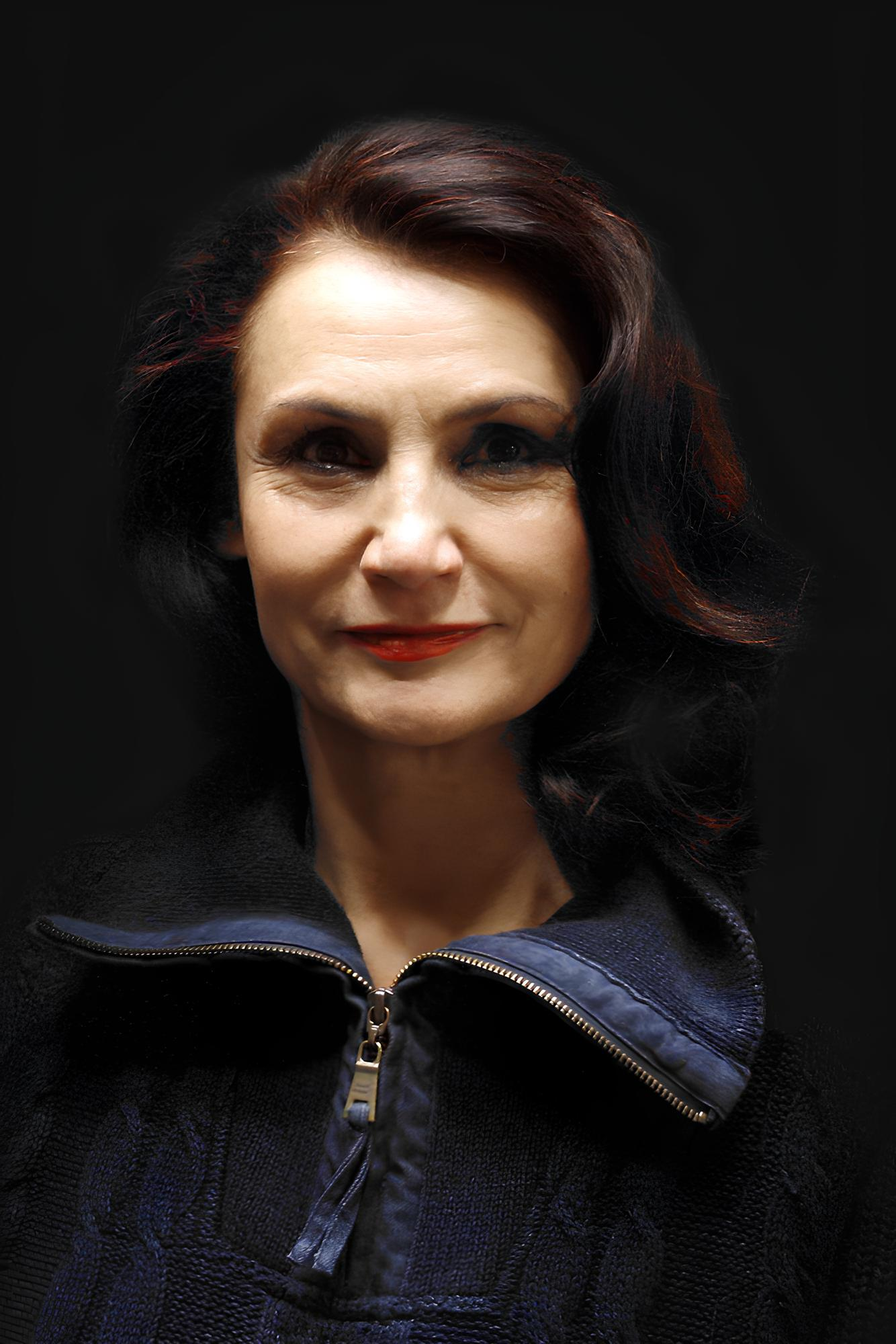
Małgorzata Pieczyńska (2015)

Małgorzata Agnieszka Pieczyńska, geborene Maciejewska (* 4. Mai 1960 in Warschau) ist eine polnische Schauspielerin.

## Leben
Pieczyńska wuchs in Warschau auf. In ihrer Kindheit war sie mit der Schauspielerin Danuta Nagórna bekannt. Nach ihrem Schulabschluss studierte sie Schauspiel an der Aleksander-Zelwerowicz-Theaterakademie Warschau. Seitdem war sie vermehrt am Theater tätig, darunter spielte sie in dem Spektakle teatralne und dem Teatr Telewizji, wobei letzteres Theaterstücke sind, die für das polnische Fernsehen aufgenommen werden. Mit über 70 Film- und Fernsehproduktionen in 40 Jahren Schauspielzeit konnte sich Pieczyńska außerdem sowohl beim polnischen als auch bei schwedischen Film etablieren. Neben polnischen Produktionen wie Der Bariton und Ein kurzer Film über das Töten war sie auch in schwedischen Produktionen wie Der Adler – Die Spur des Verbrechens und Kommissar Bäckström zu sehen.
Pieczyńska war in erster Ehe mit dem Schauspieler Andrzej Pieczyńsk verheiratet. Nach der Scheidung heiratete sie erneut und zog mit ihrem Ehemann Ende der 1980er Jahre nach Stockholm.

## Filmografie
- 1984: Drei Mühlen (Trzy mlyny)
- 1985: Der Bariton (Baryton)
- 1985: Unter Aufsicht (Nadzór)
- 1988: Ein kurzer Film über das Töten (Krótki film o zabijaniu)
- 1996: Fräulein Niemand (Panna Nikt)
- 2001: Quo vadis?
- 2004: Der Adler – Die Spur des Verbrechens (Ørnen: En krimi-odyssé , Fernsehserie, eine Folge)
- seit 2013: M jak miłość (Fernsehserie)
- 2017–2019: Before We Die (Innan vi dör, Fernsehserie, 17 Folgen)
- seit 2020: Kommissar Bäckström (Bäckström, Fernsehserie)